# Dick Smith VZ200
Dick Smith VZ200 (VZ200) је кућни рачунар, производ фирме Dick Smith који је почео да се израђује у Аустралији током 1982. године.
Користио је Z80A као централни микропроцесор а RAM меморија рачунара VZ200 је имала капацитет од 8 KB (6 KB за корисника, 2 KB за видео приказ) до 24 KB.

## Детаљни подаци
Детаљнији подаци о рачунару VZ200 су дати у табели испод.
|                       |                                                                     |
| [ 1 ]                 |                                                                     |
| Произвођач            |                                                                     |
| Тип                   | кућни рачунар                                                       |
| Меморија              | 8 (6 за корисника, 2 за видео приказ) до 24 KB                      |
| Поријекло             | Аустралија                                                          |
| Година                | 1982                                                                |
| Тастатура             | 45 гумених тастера, Basic команде и графички симболи                |
| Процесор              |                                                                     |
| Фреквенција процесора | 3,58                                                                |
| RAM                   | 8 (6 за корисника, 2 за видео приказ) до 24 KB                      |
| ROM                   | 16 KB                                                               |
| Текст                 | 32 стубова x 16 линија, 8 боја (мод 0)                              |
| Графика               | 128 x 64 тачака, 4 боје (мод 1)                                     |
| Боја                  | 8                                                                   |
| Звук                  | уграђени пиезоелектрични звучник, 1 глас, 2,5 октава, 9 дужина нота |
| Димензије             | 29 (ширина) x 17 (дубина) x 4 (висина) / 800 грама                  |
| Портови               |                                                                     |
| Оперативни систем     |                                                                     |